# Columbia Records

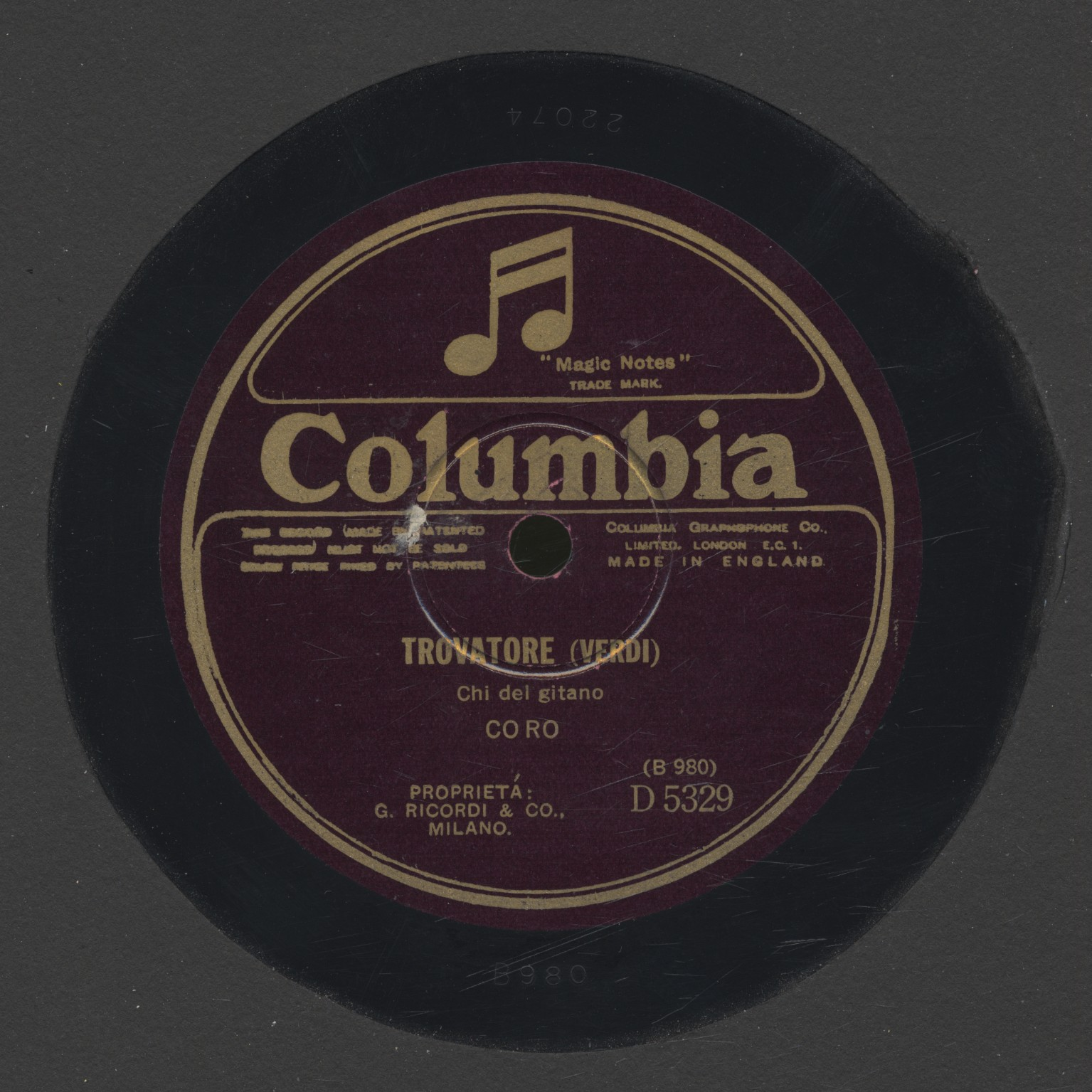
Fotografia płyty 78 rpm z nagraniem Trubadura Verdiego, produkcji Columbia Records

Columbia Records – jedna z najstarszych na świecie firm fonograficznych, założona w 1889 w Stanach Zjednoczonych. Jest częścią koncernu Sony Music Entertainment.